# Дубровин, Евгений Иванович (хоккеист)
Евгений Иванович Дубровин (род. 19 ноября 1935) — советский хоккеист, нападающий.

## Биография
Выступал за команды «Спартак» Пенза (1953/54, чемпионат РСФСР), «Буревестник» Пенза (1955/56 — 1957/58, класс «Б»), ЛИИЖТ (1958/59 — 1961/62), «Спартак» Ленинград (1962/63 — 1963/64). В классе «А» провёл четыре сезона (1959/60 — 1962/53).
Серебряный призёр хоккейного турнира зимней Универсиады 1962.
Обладатель «Кубка Бухареста» — 1961.